# 110 meter häck för herrar i friidrott vid olympiska sommarspelen 2004
110 m häck herrar genomfördes vid Atens Olympiastadion mellan 24 och 27 augusti.

## Medaljörer
| Gren           | Guld           | Guld      | Silver                | Silver | Brons             | Brons |
| 110 meter häck | Liu Xiang Kina | 12,91 =WR | Terrence Trammell USA | 13,18  | Anier Garcia Kuba | 13,20 |

## Resultat
Från de sex försöksheaten gick de fyra främsta i varje heat samt de åtta bästa tiderna därutöver vidare till kvartsfinaleerna.

Från de fyra kvartsfinalerna gick de tre främsta i varje heat samt de fyra bästa tiderna därutöver till semifinalerna.

Från de två semifinalerna gick de fyra främsta från varje heat till finalen.
Alla tider visas i sekunder.

- Q innebär avancemang utifrån placering i heatet.
- q innebär avancemang utifrån total placering.
- DNS innebär att personen inte startade.
- DNF innebär att personen inte fullföljde.
- DQ innebär diskvalificering.
- NR innebär nationellt rekord.
- OR innebär olympiskt rekord.
- WR innebär världsrekord.
- WJR innebär världsrekord för juniorer
- AR innebär världsdelsrekord (area record)
- PB innebär personligt rekord.
- SB innebär säsongsbästa.
- w innebär medvind > 2,0 m/s

### Omgång 1
| Placering | Heat | Idrottare                    | Land                   | Tid   | Noteringar |
| --------- | ---- | ---------------------------- | ---------------------- | ----- | ---------- |
| 1         | 1    | Ladji Doucouré               | Frankrike              | 13,18 | Q, NR      |
| 2         | 5    | Anier Garcia                 | Kuba                   | 13.24 | Q, SB      |
| 3         | 1    | Staņislavs Olijars           | Lettland               | 13.27 | Q          |
| 3         | 3    | Liu Xiang                    | Kina                   | 13.27 | Q          |
| 4         | 6    | Maurice Wignall              | Jamaica                | 13.30 | Q, =SB     |
| 6         | 3    | Charles Allen                | Kanada                 | 13.35 | Q, PB      |
| 7         | 1    | Satoru Tanigawa              | Japan                  | 13.39 | Q, NR      |
| 7         | 2    | Dudley Dorival               | Haiti                  | 13.39 | Q, SB      |
| 7         | 5    | Duane Ross                   | USA                    | 13.39 | Q          |
| 7         | 6    | Richard Phillips             | Jamaica                | 13.39 | Q, PB      |
| 11        | 2    | Yoel Hernández               | Kuba                   | 13.41 | Q          |
| 12        | 2    | Chris Pinnock                | Jamaica                | 13.42 | Q, SB      |
| 13        | 1    | Márcio de Souza              | Brasilien              | 13.43 | Q, SB      |
| 14        | 4    | Paulo Villar                 | Colombia               | 13.44 | Q, NR      |
| 14        | 6    | Jackson Quiñónez             | Ecuador                | 13.44 | Q, NR      |
| 16        | 4    | Matheus Facho Inocêncio      | Brasilien              | 13.45 | Q, =SB     |
| 16        | 4    | Allen Johnson                | USA                    | 13.45 | Q          |
| 18        | 1    | Joseph-Berlioz Randriamihaja | Madagaskar             | 13.46 | q, NR      |
| 19        | 2    | Todd Matthews-Jouda          | Sudan                  | 13.47 | Q, NR      |
| 19        | 3    | Robert Kronberg              | Sverige                | 13.47 | Q          |
| 19        | 1    | Felipe Vivancos              | Spanien                | 13.47 | q, PB      |
| 22        | 6    | Yuniel Hernández             | Kuba                   | 13.48 | Q, =SB     |
| 23        | 2    | Terrence Trammell            | USA                    | 13.51 | q          |
| 24        | 2    | Shaun Bownes                 | Sydafrika              | 13.52 | q          |
| 25        | 5    | Mike Fenner                  | Tyskland               | 13.53 | Q, SB      |
| 26        | 3    | Igor Peremota                | Ryssland               | 13.54 | Q          |
| 27        | 5    | Stephen Jones                | Barbados               | 13.56 | Q, NR      |
| 27        | 3    | Masato Naito                 | Japan                  | 13.56 | q, SB      |
| 29        | 5    | Sergej Tjepiga               | Ryssland               | 13.59 | q          |
| 30        | 4    | Jevgenij Petjonkin           | Ryssland               | 13.64 | Q          |
| 31        | 4    | Gregory Sedoc                | Nederländerna          | 13.65 | q          |
| 32        | 2    | Damjan Zlatnar               | Slovenien              | 13.66 | q, NR      |
| 33        | 4    | Shi Dongpeng                 | Kina                   | 13.68 |            |
| 34        | 5    | David Ilariani               | Georgien               | 13.72 |            |
| 35        | 5    | Levente Csillag              | Ungern                 | 13.74 |            |
| 36        | 5    | Andy Turner                  | Storbritannien         | 13.75 |            |
| 37        | 6    | Sultan Tucker                | Liberia                | 13.76 |            |
| 38        | 6    | Tarmo Jallai                 | Estland                | 13.77 |            |
| 39        | 3    | Sergij Demidjuk              | Ukraina                | 13.80 |            |
| 40        | 6    | Mubarak Ata Mubarak          | Saudiarabien           | 13.81 |            |
| 41        | 1    | Jerome Crews                 | Tyskland               | 13.83 |            |
| 42        | 4    | Robert Newton                | Storbritannien         | 13.85 |            |
| 43        | 2    | Jurica Grabušić              | Kroatien               | 13.87 |            |
| 44        | 3    | Park Tae-Kyong               | Sydkorea               | 13.96 |            |
| 45        | 3    | Luis Sa                      | Portugal               | 14.01 |            |
| 46        | 1    | Nenad Lončar                 | Serbien och Montenegro | 14.02 |            |
| 47        | 4    | Edy Jakariya                 | Indonesien             | 14.11 | NR         |
| 99        | 6    | Redelen Melo dos Santos      | Brasilien              | DNS   |            |

### Omgång 2
| Placering | Heat | Idrottare                    | Land          | Tid   | Noteringar |
| --------- | ---- | ---------------------------- | ------------- | ----- | ---------- |
| 1         | 1    | Ladji Doucouré               | Frankrike     | 13,23 | Q          |
| 2         | 2    | Staņislavs Olijars           | Lettland      | 13.26 | Q          |
| 3         | 3    | Liu Xiang                    | Kina          | 13.27 | Q          |
| 4         | 2    | Anier Garcia                 | Kuba          | 13.28 | Q          |
| 5         | 3    | Yoel Hernández               | Kuba          | 13.29 | Q, SB      |
| 6         | 1    | Charles Allen                | Kanada        | 13.30 | Q, PB      |
| 7         | 4    | Matheus Facho Inocêncio      | Brasilien     | 13.33 | Q, PB      |
| 8         | 3    | Terrence Trammell            | USA           | 13.34 | Q          |
| 9         | 1    | Robert Kronberg              | Sverige       | 13.39 | Q, SB      |
| 9         | 4    | Dudley Dorival               | Haiti         | 13.39 | Q, =SB     |
| 9         | 4    | Maurice Wignall              | Jamaica       | 13.39 | Q          |
| 12        | 2    | Richard Phillips             | Jamaica       | 13.44 | Q          |
| 13        | 4    | Yuniel Hernández             | Kuba          | 13.46 | q, SB      |
| 14        | 3    | Chris Pinnock                | Jamaica       | 13.47 | q          |
| 15        | 2    | Felipe Vivancos              | Spanien       | 13.48 | q          |
| 16        | 1    | Duane Ross                   | USA           | 13.50 | q          |
| 17        | 1    | Jevgenij Petjonkin           | Ryssland      | 13.53 |            |
| 17        | 2    | Mike Fenner                  | Tyskland      | 13.53 | =SB        |
| 19        | 3    | Márcio de Souza              | Brasilien     | 13.54 |            |
| 19        | 3    | Masato Naito                 | Japan         | 13.54 | SB         |
| 21        | 4    | Sergej Tjepiga               | Ryssland      | 13.55 |            |
| 22        | 4    | Shaun Bownes                 | Sydafrika     | 13.62 |            |
| 23        | 1    | Joseph-Berlioz Randriamihaja | Madagaskar    | 13.64 |            |
| 23        | 3    | Igor Peremota                | Ryssland      | 13.64 |            |
| 25        | 1    | Jackson Quiñónez             | Ecuador       | 13.67 |            |
| 26        | 4    | Satoru Tanigawa              | Japan         | 13.70 |            |
| 27        | 4    | Todd Matthews-Jouda          | Sudan         | 13.77 |            |
| 28        | 2    | Stephen Jones                | Barbados      | 13.85 |            |
| 29        | 3    | Paulo Villar                 | Colombia      | 14.03 |            |
| 99        | 2    | Allen Johnson                | USA           | DNF   |            |
| 99        | 2    | Gregory Sedoc                | Nederländerna | DNF   |            |
| 99        | 1    | Damjan Zlatnar               | Slovenien     | DNS   |            |

#### Semifinals
| Placering | Heat | Idrottare               | Land      | Tid   | Noteringar |
| --------- | ---- | ----------------------- | --------- | ----- | ---------- |
| 1         | 2    | Ladji Doucouré          | Frankrike | 13,06 | Q, NR      |
| 2         | 1    | Maurice Wignall         | Jamaica   | 13.17 | Q, NR      |
| 2         | 2    | Terrence Trammell       | USA       | 13.17 | Q          |
| 4         | 1    | Liu Xiang               | Kina      | 13.18 | Q          |
| 5         | 1    | Staņislavs Olijars      | Lettland  | 13.20 | Q, SB      |
| 6         | 1    | Charles Allen           | Kanada    | 13.23 | Q, PB      |
| 7         | 2    | Anier Garcia            | Kuba      | 13.30 | Q          |
| 7         | 1    | Duane Ross              | USA       | 13.30 |            |
| 9         | 2    | Matheus Facho Inocêncio | Brasilien | 13.34 | Q          |
| 10        | 1    | Yoel Hernández          | Kuba      | 13.37 |            |
| 11        | 2    | Dudley Dorival          | Haiti     | 13.39 | =SB        |
| 12        | 1    | Robert Kronberg         | Sverige   | 13.42 |            |
| 13        | 2    | Richard Phillips        | Jamaica   | 13.47 |            |
| 14        | 2    | Felipe Vivancos         | Spanien   | 13.52 |            |
| 15        | 1    | Chris Pinnock           | Jamaica   | 13.57 |            |
| 99        | 2    | Yuniel Hernández        | Kuba      | DNS   |            |

### Final
| Rank | Athlete                 | Country   | Time  | Notes   |
| ---- | ----------------------- | --------- | ----- | ------- |
| 1    | Liu Xiang               | Kina      | 12,91 | OR, =WR |
| 2    | Terrence Trammell       | USA       | 13,18 |         |
| 3    | Anier Garcia            | Kuba      | 13,20 | SB      |
| 4    | Maurice Wignall         | Jamaica   | 13,21 |         |
| 5    | Staņislavs Olijars      | Lettland  | 13,21 |         |
| 6    | Charles Allen           | Kanada    | 13,48 |         |
| 7    | Matheus Facho Inocêncio | Brasilien | 13,49 |         |
| 8    | Ladji Doucouré          | Frankrike | 13,76 |         |

## Rekord

### Världsrekord
- Liu Xiang, Kina - 12,88

### Olympiskt rekord
- Liu Xiang, Kina - 12,91 - 27 augusti 2004 - Aten, Grekland

## Tidigare vinnare

### OS
- 1896 i Aten: Thomas Curtis, USA – 17,6
- 1900 i Paris: Alvin Kraenzlein, USA – 15,4
- 1904 i S:t Louis: Frederick Schule, USA – 16,0
- 1906 i Aten: Robert Leavitt, USA – 16,2
- 1908 i London: Forrest Smithson, USA – 15,0
- 1912 i Stockholm: Frederick Kelly, USA – 15,1
- 1920 i Antwerpen: Earl Thomson, Kanada – 14,8
- 1924 i Paris: Daniel Kinsey, USA – 15,0
- 1928 i Amsterdam: Sydney Atkinson, Sydafrika – 14,8
- 1932 i Los Angeles: George Saling, USA – 14,6
- 1936 i Berlin: Forrest Towns, USA – 14,2
- 1948 i London: William Porter, USA – 13,9
- 1952 i Helsingfors: Harrison Dillard, USA – 13,7
- 1956 i Melbourne: Lee Calhoun, USA – 13,5
- 1960 i Rom: Lee Calhoun, USA – 13,8
- 1964 i Tokyo: Hayes Jones, USA – 13,67
- 1968 i Mexico City: Willie Davenport, USA – 13,33
- 1972 i München: Rodney Milburn, USA – 13,24
- 1976 i Montréal: Guy Drut, Frankrike – 13,30
- 1980 i Moskva: Thomas Munkelt, DDR – 13,39
- 1984 i Los Angeles: Roger Kingdom, USA - 13,20
- 1988 i Seoul: Roger Kingdom, USA - 12,98
- 1992 i Barcelona: Mark McCoy, Kanada – 13,12
- 1996 i Atlanta: Allen Johnson, USA – 12,95
- 2000 i Sydney: Anier Garcia, Kuba – 13,00

### VM
- 1983 i Helsingfors: Greg Foster, USA – 13,42
- 1987 i Rom: Greg Foster, USA – 13,21
- 1991 i Tokyo: Greg Foster, USA – 13,06
- 1993 i Stuttgart: Colin Jackson, Storbritannien – 12,91
- 1995 i Göteborg: Allen Johnson, USA – 13,00
- 1997 i Aten: Allen Johnson, USA – 12,93
- 1999 i Sevilla: Colin Jackson, Storbritannien – 13,04
- 2001 i Edmonton: Allen Johnson, USA – 13,04
- 2003 i Paris: Allen Johnson, USA – 13,12
- 2005 i Helsingfors: Ladji Doucouré, Frankrike - 13,07